# 알료나 바벤코
알료나 바벤코(러시아어: Алёна Бабенко, 영어: Alyona Babenko, 1972년 3월 31일 ~ )는 러시아의 배우이다.